# Беларусь и югославские войны

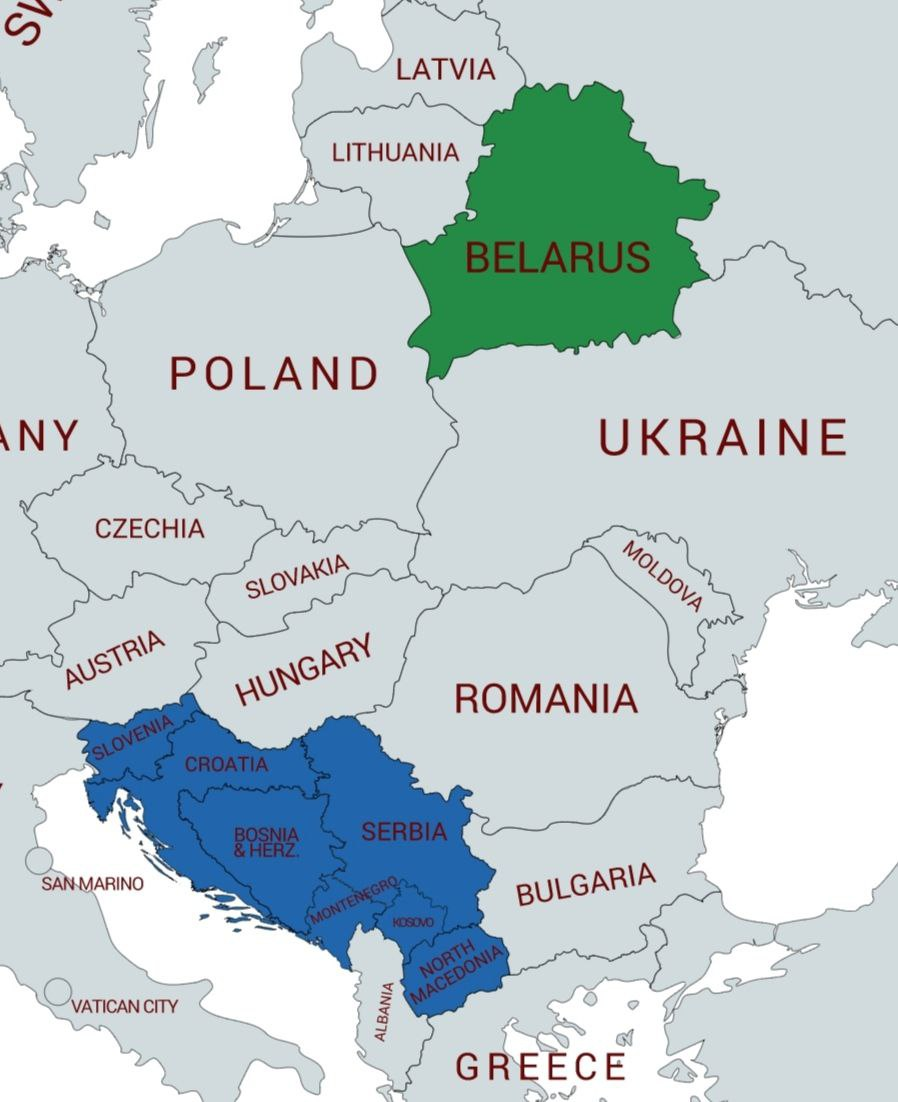
Беларусь
страны бывшей Югославии

Беларусь принимала участие в многостороннем и двустороннем взаимодействии на предмет выхода из югославского кризиса. В первые годы конкретная позиция страны по этому вопросу отсутствовала. В последующем ситуация изменилась: государство выступило за мирное урегулирование конфликта. Уже в рамках Косовского вопроса конца 1990-х Беларусь встала на сторону официального Белграда.

## Войны в Боснии и Хорватии

### Официальная позиция
Историк и политолог Павел Малашук выделил два этапа в развитии белорусской позиции по Югославии:
1. 1991—1994: отсутствие конкретной позиции;
2. 1994—1998: курс на мирное урегулирование.

В 1992 году Беларусь стала участником Хельсинкского процесса. Это событие совпало с включением СБСЕ (ОБСЕ) в мирный процесс по Югославии. В тот момент официальный Минск мог подключиться к урегулированию конфликта, но белорусские власти бездействовали, не использовав этот благоприятный шанс. В связи с этим, страна не сформулировала чёткую позицию в отношении Международной конференции по бывшей Югославии и Международной контактной группы по Боснии и Герцеговине. Минск отстаивал тезис, что применение силы в югославском конфликте не является залогом его успешного разрешения, выступал за его мирное решение, восстановление членства СРЮ в ООН и других международных организациях. Позиция по поводу решения межгосударственных и внутригосударственных конфликтов была однозначна: войны должны решаться не силовыми методами, а путём убеждения и совместными действиями мирового сообщества. Страна высказывалась против вооружённого участия в конфликте третьих сил.
В январе 1995 года группа депутатов Верховного Совета Беларуси и Федерального собрания России по приглашению главы Республики Сербской Радована Караджича посетила Югославию. Состоялись встречи с государственными и политическими лидерами страны, депутаты побывали на линии разграничения противоборствующих сторон — в расположении российского батальона миротворческих сил ООН в Сараево, провели ряд переговоров и консультаций. В официальном заключении по итогам поездки, направленном президенту Александру Лукашенко и Председателю Верховного Совета Мечиславу Грибу, они отмечали, что «все санкции, начиная с тех, которые были введены на основе резолюции Совета Безопасности ООН № 820, принятой 17 апреля 1993 года, должны быть незамедлительно отменены», и предлагали активизировать усилия Минска в Совете Безопасности ООН по снятию этих санкций. В заключении также говорилось, что «развитие событий на Балканах показало преждевременность дипломатического признания со стороны международного сообщества независимости Боснии и Герцеговины». Причём белорусские депутаты считали, что «исправить ошибку» можно, только признав право боснийских сербов на создание самостоятельного государства либо государственного образования в рамках конфедерации или федерации с Югославией.

Выступая 2 октября 1997 года в общеполитической дискуссии на 52-й сессии Генеральной Ассамблеи ООН, министр иностранных дел Республики Беларусь Иван Антонович заявил: 
Мы убеждены, что прочный мир в бывшей Югославии возможен лишь при условии отказа от насилия, урегулирования противоборствующими сторонами своих противоречий мирными средствами путём переговоров. Республика Беларусь предлагает Генеральной Ассамблее ООН предоставить Союзной Республике Югославии как одному из государств-учредителей возможность возобновить свое участие в работе Генеральной Ассамблеи и других органов Организации Объединённых Наций.

### Поставки оружия
В 1995 году в Адриатическом море был перехвачен корабль со стрелковым оружием и боеприпасами, который направлялся к зоне боевых действий. Тогда действовал запрет ООН на поставку оружия участникам конфликта, а силы НАТО проверяли весь подозрительный транспорт. Согласно документам, оружие приобрели коммерсанты-посредники, но источник поставок определили оперативно — Беларусь. Александр Лукашенко заявил, что страна легально продала вооружение, но её покупатели затем перепродали его.

## Косовский кризис

### Официальная позиция
По косовскому вопросу Беларусь заняла сторону СРЮ. Свою политику по отношению к событиям страна координировала с Россией. 29 сентября 1998 года в Нью-Йорке Антонович встретился с министром иностранных дел СРЮ Живадином Йовановичем, обсудив косовскую ситуацию. Югославская сторона высоко оценила поддержку Беларуси. 6 октября белорусский лидер Александр Лукашенко заявил, что готов оказать Белграду «всяческую помощь».
Государство выступало против любых военных операций против Югославии. Впервые об этом было заявлено 8 октября Национальным собранием. В заявлении от 14 октября белорусский МИД призвал НАТО отказаться от планов силового вмешательства, поскольку «применение силы в отношении суверенного государства без санкции Совета Безопасности ООН является грубейшим нарушением Устава ООН, противоречит основополагающим правовым принципам международных отношений и подрывает систему безопасности и доверия на европейском континенте. Военное вмешательство НАТО во внутригосударственный конфликт не только не устраняет его причины, а напротив, углубляет противостояние сторон в Косово». 20 февраля 1999 года президент страны заявил, что главное в сложившейся ситуации — сохранить переговорный процесс. Лукашенко также повторил тезис о сохранении территориальной целостности Югославии и недопустимости военной интервенции.
24 марта, когда альянс НАТО всё же развернул войну против Белграда, он назвал действия Запада «крайними и наиболее контрпродуктивными мерами». Малашук отмечал, что заявление белорусского президента в связи с началом бомбардировок было размещено на первых страницах всех центральных югославских газет и передавалось по всем каналам национального телевидения СРЮ. В Югославии это выступление было воспринято как мощный психологический фактор моральной поддержки.
С осуждением операции также выступили Палата представителей и постоянный представитель Республики Беларусь в ООН Александр Сычёв. На фоне военной операции Минск заморозил отношения с НАТО. 26 марта страна вместе с Россией и Индией внесла на рассмотрение Совета Безопасности ООН проект резолюции, в которой осуждалось военное вмешательство стран альянса.

### Экспертные группы
С декабря 1998 года в Косово действовала специальная группа медицинских экспертов-патологоанатомов с целью расследования преступлений против мирного населения. В её состав от Беларуси вошли заместитель Главного государственного судебно-медицинского эксперта Кузмичёв и заведующий центральной медико-криминалистической лабораторией Главного бюро Государственной службы судебно-медицинской экспертизы Левкович. В то же время белорусские специалисты (10 человек) работали и в качестве наблюдателей миссии ОБСЕ.

### Гуманитарная помощь
13 апреля 1999 года в предместье Белграда прибыла колонна автомашин с гуманитарной помощью из России и Беларуси. Этому предшествовали почти три дня тяжбы на венгерской границе. Власти вступившей в НАТО Венгрии отказывались пропустить конвой на свою территорию. Конфликт был разрешён только после переговоров в Будапеште, которые провёл министр по чрезвычайным ситуациям РФ Сергей Шойгу.

### Визит Лукашенко
14 апреля 1999 года, в разгар воздушной кампании НАТО, в Белград с визитом прибыл Александр Лукашенко (впервые страну белорусский лидер посетил в 1998 году). В столичном аэропорту его встретил лично президент Югославии Слободан Милошевич. В течение шести часов лидеры обеих стран обсудили многие двусторонние и международные вопросы, в том числе по урегулированию кризиса на Балканах. На состоявшейся пресс-конференции по итогам переговоров было высказано, что югославская сторона готова разместить в Косово международных наблюдателей, кроме представителей тех стран, которые участвуют в агрессии против Югославии. Белград также официально заявил о своем желании присоединиться к Союзу Беларуси и России.
Газета «Правда» отметила, что Лукашенко стал первым лидером, который посетил Белград после начала западных бомбардировок. Командование НАТО с неохотой, но всё же дало воздушный коридор для президентского самолёта. Однако альянс так и не гарантировал безопасность полёта. Более того, во время нахождения Лукашенко в Югославии на Белград были осуществлены авианалёты (во время переговоров воздушные сирены звучали дважды).
Корреспондент «Независимой газеты» в Беларуси Антон Ходасевич писал об этом визите, что Лукашенко в рамках поездки в Белград представлял интересы не столько Минска, сколько Москвы. Более того, перед этим глава государства якобы получил одобрение президента России Бориса Ельцина. Издание «Свободная пресса» отмечало, что за счёт этого Лукашенко завоевал авторитет в Сербии.
Белорусский политический обозреватель Валерий Карбалевич на фоне визита Лукашенко в Сербию в 2019 году припомнил поездку 20-летней давности.
На следующий день, 4 декабря, президент Сербии Александр Вучич встречается в Сочи с Путиным. Так вот нынешний широко разрекламированный белорусскими государственными СМИ визит Лукашенко в Белград – это в некотором смысле способ, условно говоря, утереть нос президенту России. Кем был Путин в апреле 1999 года, когда Лукашенко уже совершал «героические поступки»? Да никем. Пусть задумается над этим перед 7 декабря [день встречи Путина и Лукашенко по вопросам интеграции двух стран].

## Послевоенные события
В 2000 году был свергнут Слободан Милошевич. В официальном Минске достаточно спокойно отнеслись к смене власти.
Позиции Беларуси и новых югославских властей по вопросу о судьбе экс-лидера расходились. Последние фактически согласились с арестом Милошевича и выдачей его Гаагскому трибуналу. Арест бывшего президента, произошедший 1 апреля 2001 года, был резко отрицательно воспринят белорусским руководством. Александр Лукашенко назвал его «вопиющим и недемократичным фактом». Руководство страны поддержала в данном вопросе традиционно оппозиционная Белорусская социал-демократическая партия (Народная Громада).
Председатель партии Николай Статкевич в интервью корреспонденту «Советской Белоруссии», которое было дано незадолго до ареста экс-главы Югославии, отметил, что «само наличие требований о выдаче Слободана Милошевича в Гаагу выглядит, по меньшей мере, некорректно». К тому же, по мнению политика, югославские власти вполне по силам могли самостоятельно определить степень ответственности свергнутого лидера. Глава БСДП (НГ) считал также, что в случае если «нынешняя власть в Югославии всё же решится на выдачу Милошевича, то неминуемо потеряет свое лицо и часть своего авторитета, поскольку это есть ещё и вопрос самодостаточности и суверенности государства».
15 декабря 2016 года в церкви Святой Троицы в Белграде была освящена мемориальная доска со списком русских добровольцев, погибших в войнах в бывшей Югославии. На церемонии присутствовал также посол Беларуси в Сербии Владимир Чушев.